# Carfologie
Carfologie is een gedrag waarbij de patiënt alsmaar grijpt naar losse draden. Het is vaak een symptoom van een roestoestand .
Carfologie wordt vaak gezien bij delirante of half bewusteloze patiënten en gaat gepaard met het plukken of grijpen naar denkbeeldige objecten of ook de eigen kleding of eigen beddengoed. In gevallen van extreme uitputting of naderende dood kan dit een ernstig symptoom zijn .

## Etymologie
Het woord carfologie is afgeleid van het oude Griekse "καρφολογία" (karphologia), een samenstelling van twee Griekse elementen: "κάρϕος" (karphos, "stro") en "λέγειν" (legein), hier in de betekenis van "verzamelen" in plaats van de meer gebruikelijke betekenis van "zeggen, belijden". Carfologie betekent dus letterlijk "zich gedragen alsof men stro aan het verzamelen is". Dit verwijst naar de onwillekeurige pluk- of grijpbewegingen die soms worden gezien bij delirante patiënten bij uitputting, verdoving of hoge koorts.

## Synoniemen
Het Latijnse afgeleide equivalent is floccillatie, wat is afgeleid van floccus, "een stuk wol of stro". Het Latijnse crocydismus, nog steeds gebruikt in de continentale Europese psychiatrie, is ook synoniem en afgeleid van het oude Griekse "κροκύς" (krokus, "beetje pluis" of "stof"). Het komt eerst voor in de geschriften van Aretaeus en later van Galenus .